# 林蘭
林 蘭（はやし らん、1952年1月30日 - ）は日本の絵本作家。北海道出身。埼玉県在住。血液型はB型。

## 主な作品
- 『びりびりやぶいたら』「年少版こどものとも」25号（1979年福音館書店）
- 『ぼくのいろ』（1980年フレーベル館）
- 『ふくろうのそめものや』（チャイルド絵本館）（小沢正文）
- 『だいすきだいすき』（はじめましてのえほん）
- 『ほらねいいおかお』（はじめましてのえほん）
- 『いぬのおまわりさん』（はじめましてのえほん）

| スタブアイコン | サブスタブ | この項目は、まだ閲覧者の調べものの参照としては役立たない、文人（小説家・詩人・歌人・俳人・作詞家・作家・放送作家・随筆家（コラムニスト）・文芸評論家）に関連した書きかけの項目です。この項目を加筆・訂正などしてくださる協力者を求めています（P:文学/PJ:作家）。 |